# Rezolucja Rady Bezpieczeństwa ONZ nr 112
Rezolucja Rady Bezpieczeństwa ONZ nr 112 została przyjęta jednomyślnie 6 lutego 1956 r.
Po przeanalizowaniu wniosku Sudanu o członkostwo w Organizacji Narodów Zjednoczonych, Rada zaleciła Zgromadzeniu Ogólnemu przyjęcie tego państwa do swojego grona.

## Źródło
- UNSCR - Resolution 112